# Susie Q
Susie Q é um filme hit do canal Disney Channel produzido em 1996 e estrelado pela atriz Amy Jo Johnson. O filme mostra as aventuras da fantasma adolescente Susie Q, que volta para sua antiga casa com o objetivo de ajudar seus pais a não serem expulsos do trailer onde estavam morando. Mais tarde, Zach muda-se com sua família justamente para a antiga casa de Susie Q (Amy Jo Johnson) e ele é único que consegue ver a garota.
O canal Disney Channel parou de exibir o filme a partir do ano 2000. Um dos motivos que levaram a isso, foi o fato de o filme mostrar jovens bebendo, morte e outros temas que começaram a ser considerados graves para o canal. O filme já havia sofrido alguns cortes desde a sua estréia. Os cortes passaram a ser constantes em suas últimas exibições pelo Disney Channel.

## Elenco
- Amy Jo Johnson como Susie Quinn / Maggie
- Justin Whalin como Zach Sands
- Chris Martin como Ray Kovich
- Shelley Long como Penny Sands
- Bentley Mitchum como Johnny Angel
- Andrea Libman como Teri Sands
- Garwin Sanford como Coach Stanford
- David Kaye como Don Tanner
- Dale Wilson como Roger Kovich
- Will Sasso como John

## Enredo
O filme começa em Willow Valley, Washington, em 1955, quando a adolescente Susie Quinn está se arrumando para o Baile de Inverno da escola. Ela veste seu vestido rosa, coloca sua tradicional fita no cabelo e passa maquiagem. Depois de se arrumar, Susie encontra seu avô dentro de um armário procurando alguns "papéis importantes". Ela conduz seu avô de volta para a cama e promete que antes de sair, ela irá pedir para sua mãe ir ajudar ele. Infelizmente, Susie esquece de dizer isso a sua mãe e vai com Johnny Angel para o baile. Antes de sairem, Johnny dá a Susie uma pulseira de brilhantes e em seguida, eles partem em seu carro. No caminho, ela se lembra do avô e sugere voltar para o caminho de casa. Mas um carro que era conduzido por alguns adolescentes bêbados bate no carro deles em uma ponte. O carro de Johnny e Susie acaba caindo no rio.
40 anos mais tarde, Zach Sands, sua mãe Penny e sua irmã Teri se mudam para a mesma casa onde morou Susie e que agora estava com a fama de ser mal assombrada. Os pais de Susie tinham sido expulsos e agora moravam em um trailer. A família se mudou pois Penny tinha conseguido um novo emprego como repórter de notícias locais em um canal de TV. Zach recentemente perdeu seu pai em um acidente de carro e culpava-se pois implorou para o seu pai ir ao seu jogo de basquete. Como resultado disso, Zach não quis jogar mais basquete. Na escola, Zach faz amigos do grupo de teatro e um inimigo: O invejoso Ray Kovich, filho do banqueiro Roger Kovich.
Em uma pescaria com a irmã no rio, Zach encontra a pulseira de Susie. Mais tarde, naquela mesma noite, Zach ouve barulhos na sua janela e olhando para o quintal vê uma linda adolescente usando um vestido rosa de balie e brincando de amarelinha. Zach vai até o quintal investigar e a garota parece assustada ao perceber que Zach podia vê-la. Ela apresenta-se como Susie Q, dizendo que todos a chamavam assim por causa da música chamada Susie Q.
No dia seguinte, Zach é abordado na escola por Ray Kovich que alega ter o controle sobre o time de basquete da escola. Zach insiste que não tem interesse em entrar na equipe de basquete, chegando a falar isso em voz alta para que todos da escola pudessem ouvir. Ele também começa a procurar por Susie na escola. Comenta com um de amigos que acha que garota do vestido rosa mora pelas redondezas e deve estudar na escola deles, mas seu amigo diz que nunca ouviu falar de Susie Q. Até que um velho faxineiro da escola, que trabalha há muitos no local, ouvi Zach falar sobre a Susie Q e conta ao rapaz que garota estudou naquele colégio há 40 anos.
Susie visita Zach novamente naquela noite. Em seu quarto, Zach começa a questionar Susie. Teri e Penny ouvem um barulho e entram no quarto para verificar. Torna-se evidente para Zach que ele é o único que pode ver Susie como um resultado da pulseira que ele encontrou. Zach, convencido de que tudo que viu é uma alucinação, vai dormir.
No dia seguinte, Susie acompanha Zach na escola dizendo que precisa urgentemente falar com ele. Mas ele não dá atenção a ela. Susie começa a obeservar Zach e vê que ele olha bastante para as meninas da escola que vestiam roupas mais curtas. Susie então rasga partes de seu vestido deixando-o mais moderno e sensual. Finalmente Zach dá atenção a ela, embora continuasse preocupado. Susie explica que ela precisa de sua ajuda para descobrir o que aconteceu com seus pais. Alguns estudantes riem de Zach ao ver o rapaz falando "sozinho".
Na aula de Química, Susie tenta ajudar Zach com uma experiência, mas acaba fazendo ele errar, poluindo a sala de aula com uma fumaça. Zach fica chateado e Susie vai com ele até o banheiro dos meninos, onde pede desculpas e diz que estava apenas tentando ajudar. Zach diz a Susie que ela está fazendo com que seja ainda mais difícil ele se inturmar naquela escola.
No caminho de casa, Zach pensa em ajudar Susie, mas ele ainda acredita que tudo isso é um sonho e que na verdade Susie Q não existe. Susie decide usar outros metódos para convencer Zach a ajuda-lá. Ela segue a mãe de Zach, Penny, no trabalho, onde naquele dia ela iria substituir a "Garota da previsão do tempo" no telejornal da região. No estúdio de gravação, no momento em que Penny está falando ao vivo, Susie altera as imagens do tempo, liga vários ventiladores e quando Penny fala que há previsão de chuva, Susie joga água no cenário. Depois da confusão, o diretor do jornal diz que amou o novo formato da previsão do tempo e que sendo apresentada dessa forma passa mais realidade para os telespectadores.
Naquela mesma noite, Zach encontra Susie jogando basquete em seu quintal. Zach começa dando um fora em Susie e ela ameaça fazer barulho a noite inteira, jogando a bola na sua janela para ele não dormir, assim de manhã ele não estaria bem na escola. Zach finalmente concorda em ajudar Susie. Os dois combinam de ir visitar os pais de Susie depois da escola.
Na noite seguinte, Susie e Zach vão até o trailer e encontram os Quinn (pais de Susie), conversando sobre o banco que quer fechar o parque onde o trailer deles está. Susie explica que tudo isso tem a ver com os papéis que seu avô estava tentando encontrar na noite que ela morreu.
Enquanto os dois assistem ao treino do time de basquete na escola, Susie fica frustrada em ver como a equipe está jogando mal e acerta uma bola em Ray. Ray, vendo que a bola veio da direção de Zach, atira, com raiva, a bola nele. No entanto, Zach segura a bola e faz uma "cesta". Com isso, Susie começa a perguntar porque Zach desistiu do basquete e ele revela que seu pai morreu quando estava indo ver seu jogo e desde então não tem mais amor pelo esporte. Zach pergunta a Susie porque ela não foi para o céu e ela responde que existe o céu, mas quando você termina sua vida, você é responsável por cuidar das pessoas que você ama e que se Zach pode ver ela, então é porque só ele pode ajuda-lá. Zach pergunta a ela se seu pai está assistindo ele e ela responde que está.
No dia seguinte, Zach se apresenta aos Quinn e pergunta se pode conversar com o Sr. Quinn sobre basquete, já que ele é um ex-treinador. Após a conversa, o Sr. Quinn dá a Zach o seu velho playbook. Zach descobre que os Quinns foram expulsos quando o banco disse que eles estavam devendo uma hipoteca de US $ 25.000. Como Sr. Quinn tinha parado de trabalhar, eles não tinham dinheiro na poupança para pagar. Eles tiveram que deixar o avô de Susie lidar com as finanças, mas quando ele morreu, não foram encontrados nenhum dos papéis. Susie imediatamente se sente culpada. À medida que eles vão embora, Ray dentro de seu jipe, vê eles passarem. Ray tinha ido espiar eles para seu pai, que não queria que nada entresse no caminho de seus planos de desenvolvimento.
Precisando encontrar os documentos, Zach pede ajuda para sua pequena irmã, Teri, que é bastante inteligente, curiosa e entende muito de computadores. Em troca ele revela para a menina tudo sobre a Susie. Então, Teri os ajuda a roubar os arquivos do banco. Os arquivos revelam que a terra onde os Quinn estão morando, juntamente com a maior parte do centro da cidade, é de propriedade do avô de Susie. O título da escritura que era necessário para a herança nunca foi feito após a sua morte. Eles descobrem que, sem a escritura ser produzida, após 40 anos, o banco pode reclamar a propriedade e que os 40 anos dão justamente naquela sexta-feira. Infelizmente, eles precisam adquirir os documentos para provar isso. Encontrando a planta arquitetural da casa, eles descobrem uma sala escondida dentro de um armário, e finalmente encontram os documentos.
Susie, Zach e Teri pegam um carro e partem para entregar os documentos aos pais de Susie. No entanto, no caminho, eles são interrompidos por um policial que está, na verdade, trabalhando para o banqueiro Roger Kovich. Ele confisca os papéis e detém tanto Zach e Teri, levando-os para a delegacia. Como o policial não vê Susie, ela fica sozinha na estrada. Quando Susie chega a delegacia, ela encontra Zach e Teri presos. Susie então começa a assustar o policial de várias maneiras e consegue pegar as chaves da cela.
Com a polícia local na busca e o tempo acabando, Zach decide ir dar notícia no canal de TV onde a sua mãe trabalha, a assim a história dos Quinn é transmitida na televisão ao vivo. Kovich declaradamente foge da cidade.
Embora todas os problemas tenham sido resolvidos, Susie lembra que Zach ainda tem um jogo de basquete para jogar. Zach entra no jogo atrasado e apesar da equipe não estar tendo um bom desempenho, ele consegue obter uma boa pontuação ainda antes do final do jogo. Na grande final, Zach faz a última pontuação, fazendo seu time vencer o jogo. Susie, vendo que seu missão está concluida, deixa a quadra de basquete.
Depois de receber muitos "parabéns", Zach acompanha Susie até à ponte onde aconteceu o acidente há 40 anos. Susie diz a Zach que chegou a hora de ela ir embora. Zach fica triste e percebe que está apaixonado por Susie. Ela fala para rapaz ficar com sua pulseira para dar sorte. Assim, o espírito de Susie está finalmente livre após realizar a sua missão. Triste, Zach dá o último adeus a Susie Q. Ela entra entra no carro de Johnny, onde seu avô estava esperando por ela. O carro então desaparece em meio a uma grande nuvem de fumaça e parti para o céu.
No dia seguinte, na escola, Zach ouve uma voz familiar. Ele não podia acreditar, era um familiar "Jeepers!". Aquela voz, era a voz que ele não podia e não queria mais esquecer, era a voz de Susie Q. Quando foi ver quem estava falando, encontrou uma linda adolescente conversando com outras meninas. Quando a garota se virou, Zach viu que ela era idêntica a Susie Q. Seria a Susie Q? Ela voltou? A garota disse que se chamava Maggie e que aquele era seu primeiro dia na escola. O filme termina com a expressão de perplexidade de Zach. Susie estava de volta, agora como Maggie.

## Recepção
O filme foi exibido diversas vezes no horário nobre do canal Disney Channel conquistando bons indíces de audiência. Susie Q também foi exibido em vários canais de TV pelo mundo todo. No Brasil, foi exibido nos canais da HBO. Em 1999, chegou a ser anúnciado o relançamento do filme em Disney DVD. Devido a cena que mostrava adolescentes bebendo, Susie Q,  provavelemente nunca mais será exibido no Disney Channel novamente. A Disney detém atualmente a licença do filme, após o seu termino, ele poderá ser exibido em um outro canal da TV. Na Alemanha, Susie Q conhecido como "Engel in Pink" foi exibido no dia 15 de outubro de 2008 no canal SRTL. Esta foi a última exibição conhecida do filme.